# 阿尔瓦德塞拉托
阿尔瓦德塞拉托，是西班牙卡斯蒂利亚-莱昂帕伦西亚省的一个市镇。 总面积35平方公里，总人口91人（2001年），人口密度3人/平方公里。